# Harm Steen
Harm Steen (Magelang (Java, Nederlands-Indië), 14 juni 1916 – Vught, 5 september 1944) was een Nederlandse verzetsstrijder tijdens de Tweede Wereldoorlog. Hij werd in de nacht van 10 op 11 januari 1944 samen met de agent Josephus Adriaansen (1919-1944), door het Bureau Inlichtingen (BI), in de omgeving van Breda, boven Noord-Brabant geparachuteerd. Hij was de organisator en de leider van de Zendgroep BI-Radiodienst. Hij werkte in de functie van verbindingsofficier samen met de Raad van Verzet (RVV). Zijn radiozender werd uitgepeild. Hij werd op 2 maart 1944 in Zaandam gearresteerd. Op 5 september 1944 werd Harm Steen op de Fusilladeplaats in het Kamp Vught gefusilleerd.

## Voor de oorlog
Steen volgde de officiersopleiding aan de KMA in Breda. Hij werd benoemd tot tweede luitenant der Infanterie bij het Koninklijk Nederlands Indisch Leger. Daarna diende hij als eerste luitenant bij het wapen der Artillerie. Na de demobilisatie van de Nederlandse Krijgsmacht in juni 1940 ging hij in het Nederlands verzet. Hij sloot zich aan bij de Ordedienst (OD) in Den Haag.

## De reis naar Engeland
Op 29 januari 1942 week Steen via de Zwitserse route naar Engeland uit. Hij reisde via Zwitserland, Frankrijk, Spanje, Curaçao en Canada naar Engeland. Op 18 juni 1943 bereikte hij Engeland. Vanaf 23 juni 1943 volgde hij in Londen de opleiding tot agent bij het Bureau Inlichtingen. Het BI werkte nauw samen met de Engelse Secret Intelligence Service (SIS). Na zijn opleiding tot radiotelegrafist/codist was hij gereed om boven bezet Nederland te worden geparachuteerd.
Begin januari 1944 trad Steen in Londen in het huwelijk met de Engelse telefoniste typiste van het Bureau Inlichtingen. Het hoofd van het BI, de majoor Jan Marginus Somer, was zijn getuige. Het huwelijksfeest werd te midden van de Nederlandse kolonie in Londen gevierd. Beide echtelieden waren er van doordrongen dat een agent van het BI een kans van minstens veertig procent liep om in bezet Nederland door de Duitsers te worden gearresteerd. Ze wisten ook dat na de arrestatie de agent voor tachtig procent de kans liep dat hij zou worden gedood. Beide echtelieden aanvaardden de risico’s die het vak van geheim agent in oorlogstijd met zich meebracht.

## De opdracht
Steen moest in zijn functie van de organisator en de leider van de Zendgroep BI-Radiodienst een veelvoud van opdrachten uitvoeren. Aan Steen was een bedrag van dertig miljoen gulden in de vorm van een Regeringsvolmacht toevertrouwd. De kredietfinanciering moest worden afgegeven in Amsterdam bij Walraven van Hall (1906-1945). Van Hall was als commissionair op de Amsterdamse effectenbeurs werkzaam. Van Hall was in bezet Nederland een bindende factor binnen het verzuilde verzet. Hij had de taak op zich genomen om het geld dat door de Nederlandse regering in Londen ter beschikking werd gesteld over het Nationaal Steun Fonds (NSF), de Landelijke Organisatie voor Hulp aan Onderduikers (LO) en de daarmee samenwerkende hulpdiensten te verdelen. 
Steen en zijn radiotelegrafist Sjef Adriaansen moesten voorts zelfstandig militaire inlichtingen zien te verzamelen en ze moesten de basis leggen voor de oprichting van de Zendgroep BI-Radiodienst. De zendgroep zou zich voornamelijk met spionage bezig gaan houden. De zendgroep moest in de toekomst als directe radioverbinding tussen de RVV en het BI en de Nederlandse regering in Londen gaan fungeren.

## Plaats van tewerkstelling
Steen werd in de nacht van 10 op 11 januari 1944 samen met Adriaansen (1919-1944) in de omgeving van Breda geparachuteerd. Het eerste aanloopadres dat de agenten na hun landing bezochten was bij de "Spartanen" in Princenhage. Het aanloopadres was de rijwiel- en motorfietsenhandel van Rinus van Nunen. Het bedrijf was herkenbaar aan een uithangbord dat aan de voorpui hing. Het was een reclamebord van het merk "Sparta". Zowel de schuilnaam van de contactpersoon als het wachtwoord om bij de familie binnen te kunnen komen was; de "Spartanen". De tocht naar Princenhage was niet zonder risico. Hun aanhouding kon onder verdenking van bankroof leiden. Harm Steen had naast een microfoto met een kredietfinanciering van dertig miljoen gulden, dat in een lusje van zijn broek was ingenaaid, honderd dertigduizend gulden uit Londen meegekregen. 
Na zijn aankomst in Princenhage bij de "Spartanen" reisde Steen door naar zijn contactpersoon voor de RVV in Zaandam. Zijn contactpersoon was Henk op den Velde. Hij was de chef van de Technische Dienst van de Radiodienst van de OD. Hij werkte nauw samen met Jan Thijssen, een van de leiders van de RVV. Daarnaast was Henk op den Velde de leider van een plaatselijke verzetsgroep. Na de tussenstop bij Op den Velde reisde Steen door naar Walraven van Hall in Amsterdam. Bij hem moest hij de kredietfinanciering van tien miljoen gulden afgeven. Na zijn opdracht ten behoeve van de hulporganisaties te hebben uitgevoerd keerde hij terug naar Zaandam. Hij dook bij Op den Velde onder. Vanuit Zaandam legde hij contact met de RVV en andere illegale organisaties.
Toen de tijd rijp was, bracht zijn Adriaansen de radiozendontvanger van Steen naar Zaandam. Tevens werd aan Steen een zendplan en een code overhandigd. Met de code en het zendplan waren Steen en Op den Velde in staat om ten behoeve van de RVV berichten door te seinen naar het BI en de Nederlandse regering in Londen. In de werkplaats van het radiotechnisch bedrijf van Op den Velde werd een seinpost ingericht. Op den Velde zette lokale marconisten van de radiodienst in om de Zendgroep BI-Radiodienst te ondersteunen. In de daarop volgende weken voerden Steen samen met Op den Velde zijn opdrachten met succes uit. In Zaandam bereidde Steen de komst van de volgende twee agenten ten behoeve van zijn zendgroep voor. Tijdens zijn contact met het NSF gebruikte Steen de schuilnamen; Hein van Tilburg en Sedburgh. Tijdens de radiocontacten met het BI maakte hij gebruik van de codenaam; Kees, Witte Beeren en Paultje. Tijdens zijn contacten in “het veld” gebruikte hij de schuilnamen; H.J.Broekhuizen, Lange Harm en De Luit.

## De arrestatie
Op 2 maart 1944 deed de Sicherheitsdienst (SD) een inval in het radiotechnisch bedrijf van Op den Velde. Steen had op het onderduikadres bij Op den Velde zes weken doorgebracht. Zijn radiozender was uitgepeild. Harm Steen en Op den Velde werden door de SD gearresteerd.
Andreas Wilhelmus Maria Ausems (1904-1955) was getuige van de arrestatie van Steen en Op den Velde. Andries Ausems was in de nacht van 29 februari op 1 maart 1944, in de omgeving van Rijsbergen door het BI geparachuteerd. Na zijn opvang bij de "Spartanen" in Princenhage was hij doorgereisd naar zijn onderduikadres in Goirle. Vanuit Goirle had hij Hein Op den Velde, zijn contactpersoon bij de RVV, van zijn komst op de hoogte gesteld. Op 2 maart 1944 kwam agent Ausems bij zijn contactadres in Zaandam aan. Toen hij door de half openstaande deur de gang van de woning van Op den Velde binnenkwam, werd hij door een rechercheur van de SD aangehouden. Hij werd de kamer binnengeleid. Hij zag dat Steen aan een stoel vastgebonden zat. Zijn radiozender stond aan zijn voeten. Steen werd door een rechercheur van de SD verhoord. Ausems en Steen deden of ze elkaar niet kenden. Ausems werd afgeklopt op wapenbezit. Hij werd gefouilleerd. Zijn koffer werd doorzocht. Ausems werd verhoord. Bij gebrek aan bewijs werd Ausems vrijgelaten. Na zijn vrijlating nam Ausems tijdelijk de leiding over de Zendgroep BI-Radiodienst van Steen over. Op 5 september 1944 werd Steen op de Fusilladeplaats in het Kamp Vught gefusilleerd. Op den Velde werd eveneens gevangengenomen. Hij stierf in het concentratiekamp.

## Eerbetoon
- In Bergen op Zoom, in de Thaliatuin, ook wel de stenen tuin genoemd, bevindt zich achter de Sint Gertrudiskerk een bronzen gedenkplaat. De gedenkplaat is gevat in een natuurstenen kader. Op deze gedenkplaat staat de naam van Steen vermeld. In Bergen op Zoom is een straat naar Steen vernoemd.

## Onderscheidingen
- De Bronzen Leeuw, KB nr.8 van 3 augustus 1948 (postuum).